# Karl Max Einhäupl

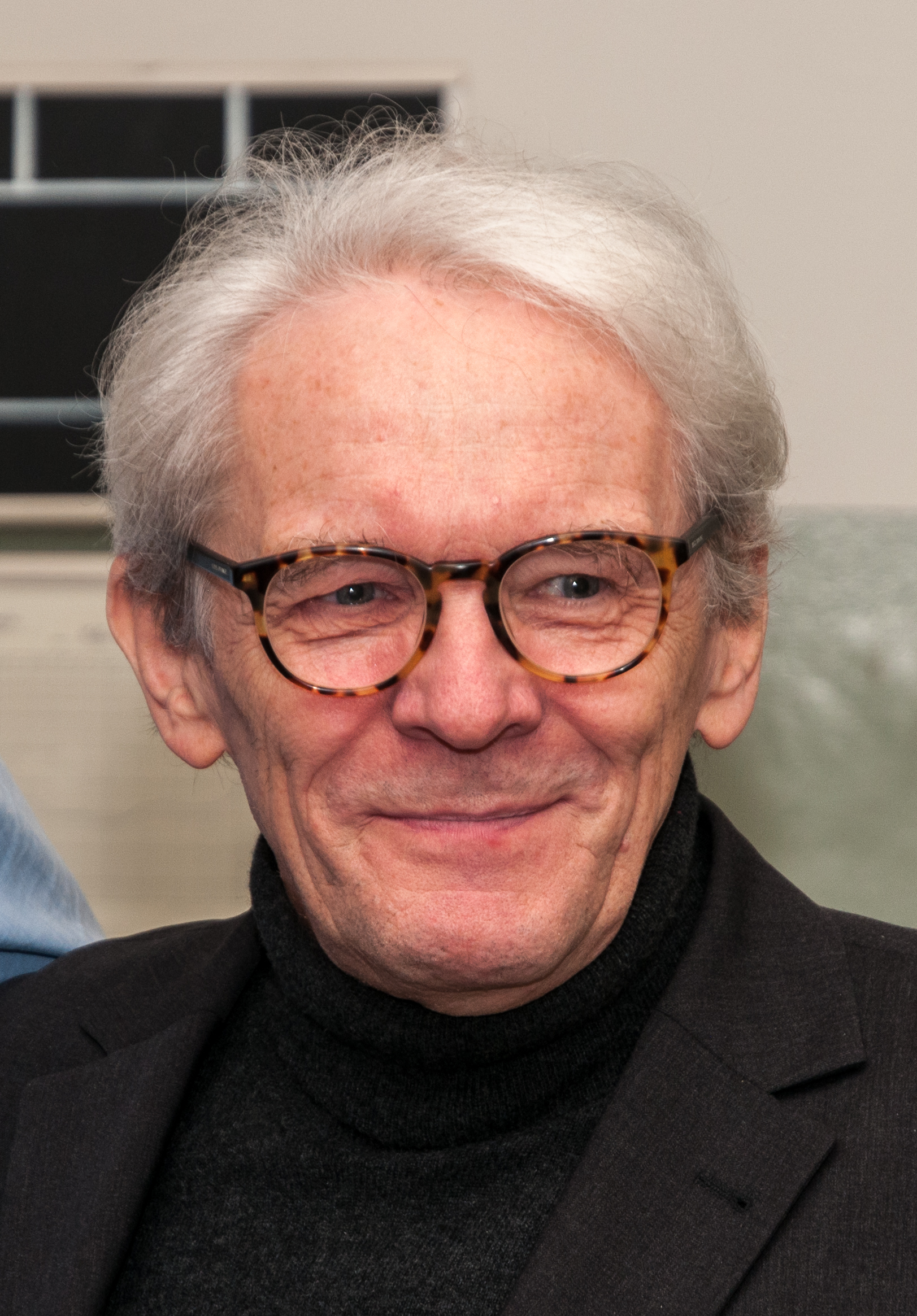
Karl Max Einhäupl 2018

Karl Max Einhäupl (* 11. Januar 1947 in München) ist ein deutscher Neurologe und ehemaliger Vorsitzender des Wissenschaftsrates. Von September 2008 bis September 2019 war er Vorstandsvorsitzender der Charité Universitätsmedizin Berlin.

## Leben
Karl Max Einhäupl besuchte die Luitpold-Oberrealschule in München (heute: Staatliches Luitpold-Gymnasium München), wo er unter anderem zum Schülersprecher gewählt wurde. Er absolvierte bis 1974 ein Studium der Humanmedizin und promovierte 1975 an der Ludwig-Maximilians-Universität (LMU) in München. Dort war er Medizinalassistent an der Frauenklinik, Medizinischen Poliklinik und der 1. Chirurgischen Klinik. 1974 erwarb er das deutsche und 1975 das US-amerikanische Staatsexamen.
1986 wurde er im Fachgebiet Neurologie habilitiert und 1988 folgte die Berufung zum Professor an die Neurologische Klinik der LMU München mit Schwerpunkt Neurologische Intensivmedizin. 1992 erfolgte der Ruf auf die Professur für Neurologie an der Humboldt-Universität zu Berlin. Von 1993 bis 2008 war Einhäupl Direktor der Klinik für Neurologie der Charité Berlin. In dieser Zeit erfolgte u. a. die Zusammenführung der Klinikstandorte in Berlin-Mitte, Wedding (Rudolf-Virchow-Krankenhaus) und Steglitz (Universitätsklinikum Benjamin Franklin). Am 2. September 2008 trat er die Nachfolge von Detlev Ganten als Vorstandsvorsitzender der Charité in Berlin an. Zum 1. September 2019 gab er diesen Posten an Heyo K. Kroemer ab.
Von 2001 bis 2006 war er Vorsitzender des Wissenschaftsrats. Von 2003 bis 2009 war er Mitglied des Gesundheitsforschungsrates beim BMBF und seit 2007 Mitglied des Kuratoriums der Otto-von-Guericke-Universität Magdeburg. Von 2007 bis 2015 war er zu dem Vorsitzender des Hochschulrats der Technischen Universität München.
Einhäupl gehörte einem internationalen Ärzteteam an, welches im Februar 2012 die ehemalige ukrainische Regierungschefin Julija Tymoschenko in einem Gefängnis in der ostukrainischen Stadt Charkiw untersuchte. Die Untersuchungsergebnisse wurden in einem versiegelten Umschlag an die Behörden der Ukraine übergeben.
Im September 2020 übernahm Einhäupl die Leitung einer Expertenkommission, die das Konzept für die Universitätsmedizin in Cottbus entwickeln sollte.

## Ehrungen
Im Jahr 2004 wurde Einhäupl das Bundesverdienstkreuz 1. Klasse verliehen. Seit 2005 ist er Mitglied der Deutschen Akademie der Naturforscher Leopoldina.  Die TU München verlieh ihm Ende 2015 Würde und Grad eines Doktors der Medizin (Dr. med. hc.) ehrenhalber.
2020 erhielt er den Verdienstorden des Landes Berlin, 2024 die Goethe-Plakette des Hessischen Ministeriums für Wissenschaft und Kunst.